# Alban (Tarn)
Alban település Franciaországban, Tarn megyében. Lakosainak száma 949 fő (2022. január 1.). Alban Curvalle, Le Fraysse, Paulinet és Saint-André községekkel határos.

## Népesség
A település népességének változása:
| Lakosok száma | 992  | 931  | 938  | 985  | 938  | 937  | 928  | 925  | 930  | 949  |
|               | 2010 | 2013 | 2015 | 2016 | 2017 | 2018 | 2019 | 2020 | 2021 | 2022 |